# Vroege knolamaniet
De vroege knolamaniet (Amanita verna, synoniem: Amanita phalloides var. verna) is een paddenstoel uit de familie Amanitaceae. De paddenstoel wordt ook voorjaarsamaniet genoemd.

## Kenmerken
De hoed, lamellen en steel zijn egaal wit van kleur. De hoed bevat geen velumresten. De steel is wittig tot groenachtig en bevat gordels van witte vlokken. De steel heeft een manchet die slap is. De knolvoet is omgeven door een beurs, die wit van kleur is.

## Giftigheid
Het is een dodelijk giftige paddenstoel waarvan de gifstoffen amatoxine en phallotoxine de lever aantasten. Amatoxine is een groep van ten minste acht verbindingen, waarvan alfa-amanitine de meest toxische is.

## Verspreiding
De paddenstoel komt niet voor in Nederland en is zeer zeldzaam in Wallonië. Hij groeit vooral in loofbossen, maar soms ook in naaldbossen.